# Fort d'Aubervilliers (métro de Paris)
Pour la fortification, voir Fort d'Aubervilliers.
Fort d'Aubervilliers est une station de la ligne 7 du métro de Paris, située sur la commune d'Aubervilliers à sa limite avec la ville de Pantin.

## Situation
La station est implantée sous l'avenue Jean-Jaurès (RN 2) à son intersection avec l'avenue de la Division-Leclerc et la rue Danielle-Casanova, ces deux dernières voies formant la route D 27. Orientée selon un axe nord-est/sud-ouest, elle s'intercale entre le terminus de La Courneuve - 8 Mai 1945 et la station Aubervilliers - Pantin - Quatre Chemins.

## Histoire
La station est ouverte le 4 octobre 1979 avec la mise en service du prolongement de la ligne 7 à travers la banlieue nord-est de Paris, depuis son terminus initial de Porte de la Villette. Elle joue alors le rôle de terminus provisoire depuis Mairie d'Ivry, ainsi que depuis Le Kremlin-Bicêtre à partir 10 décembre 1982 avec l'ouverture d'une nouvelle branche au sud, elle-même prolongée jusqu'à Villejuif - Louis Aragon le 28 février 1985. La station perd ce statut le 6 mai 1987, date à laquelle la ligne est prolongée d'une station supplémentaire au nord-est jusqu'à son terminus actuel de La Courneuve - 8 Mai 1945 ; elle devient ainsi une simple station de passage depuis lors.
Elle doit sa dénomination à sa proximité avec le fort d'Aubervilliers, une ancienne fortification construite en 1843 à Aubervilliers, en limite de Pantin et de Bobigny, afin de contrôler le passage sur la Route de Flandre, prolongement de l'actuelle avenue de Flandre, sur la RN 2.

### Fréquentation
Selon les estimations de la RATP, la station a vu entrer 3 889 085 voyageurs en 2019, ce qui la place à la 123e position des stations de métro pour sa fréquentation. En 2020, avec la crise du Covid-19, son trafic annuel tombe à 2 328 764 voyageurs, ce qui la classe au 98e rang, avant de remonter progressivement en 2021 avec 3 103 518 entrants comptabilisés, la reléguant cependant à la 99e position des stations du réseau pour sa fréquentation cette année-là.

## Services aux voyageurs

### Accès
La station dispose de quatre accès répartis en six bouches de métro et agrémentés pour chacun d'un mât avec un « M » jaune inscrit dans un cercle :
- l'accès 1 « Avenue Jean-Jaurès (Aubervilliers) », constitué d'un escalier fixe doublé d'un escalier mécanique montant, débouchant au droit de la gare routière dédiée aux autobus, du côté du trottoir pair de l'avenue précitée ;
- l'accès 2 « Avenue Jean-Jaurès (Pantin) » comprenant un escalier fixe et une trémie en pente douce (cas rare sur le réseau que l'on retrouve également au terminus de Boulogne - Pont de Saint-Cloud sur la ligne 10), se trouvant face au no 170 de la même avenue ;
- l'accès 3 « Avenue de la Division-Leclerc », constitué d'un escalier fixe doublé d'une trémie en pente douce, se situant en bordure de la gare routière sur le trottoir paire de cette dernière avenue ;
- l'accès 4 « Rue Danielle-Casanova » comportant également un escalier fixe et une trémie en pente douce, établis au droit du no 213 de l'avenue Jean-Jaurès, à l'angle avec la rue Danielle-Casanova.

Accès à la station
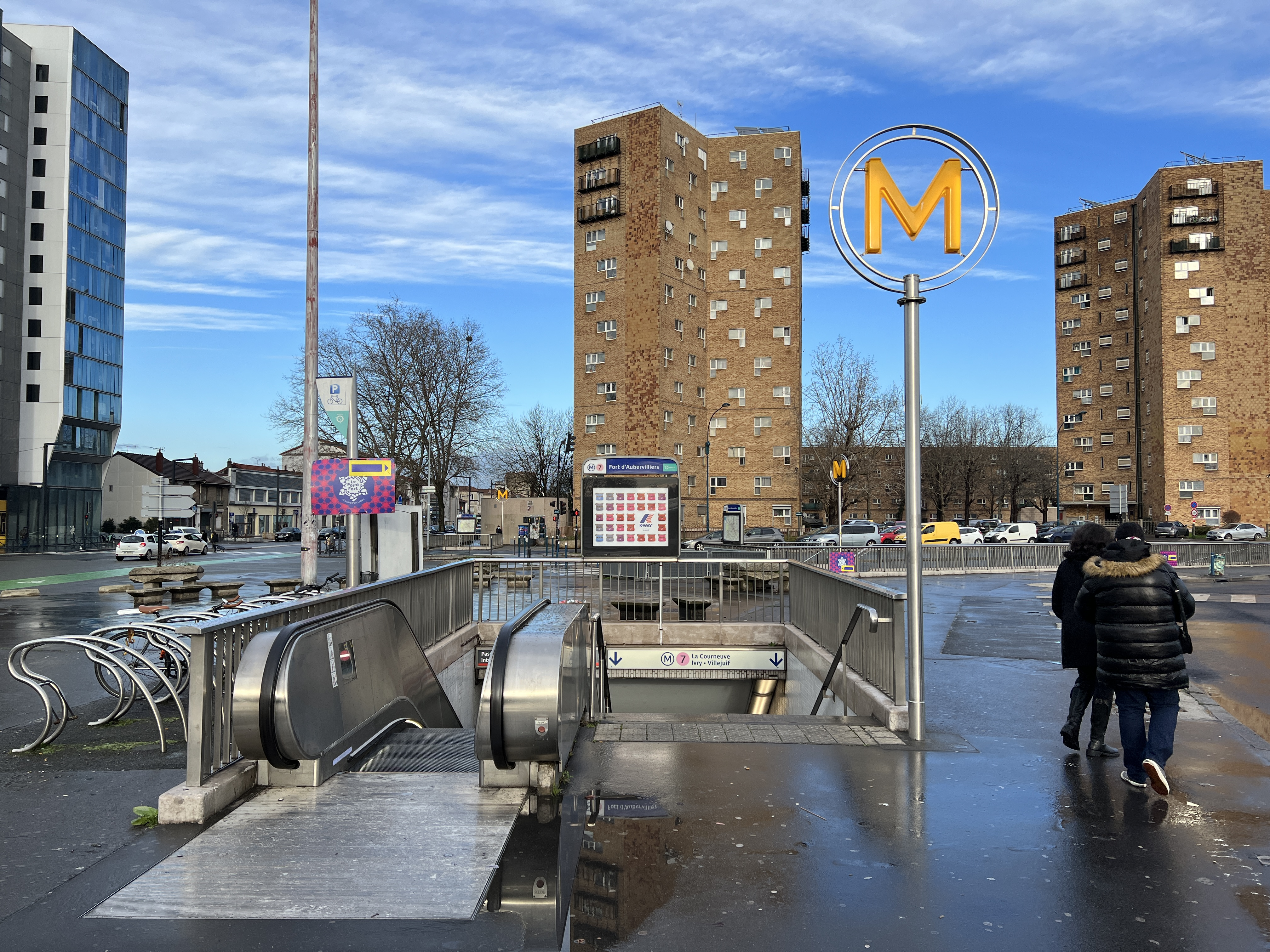
L'accès no 1 « Avenue Jean-Jaurès (Aubervilliers) ».
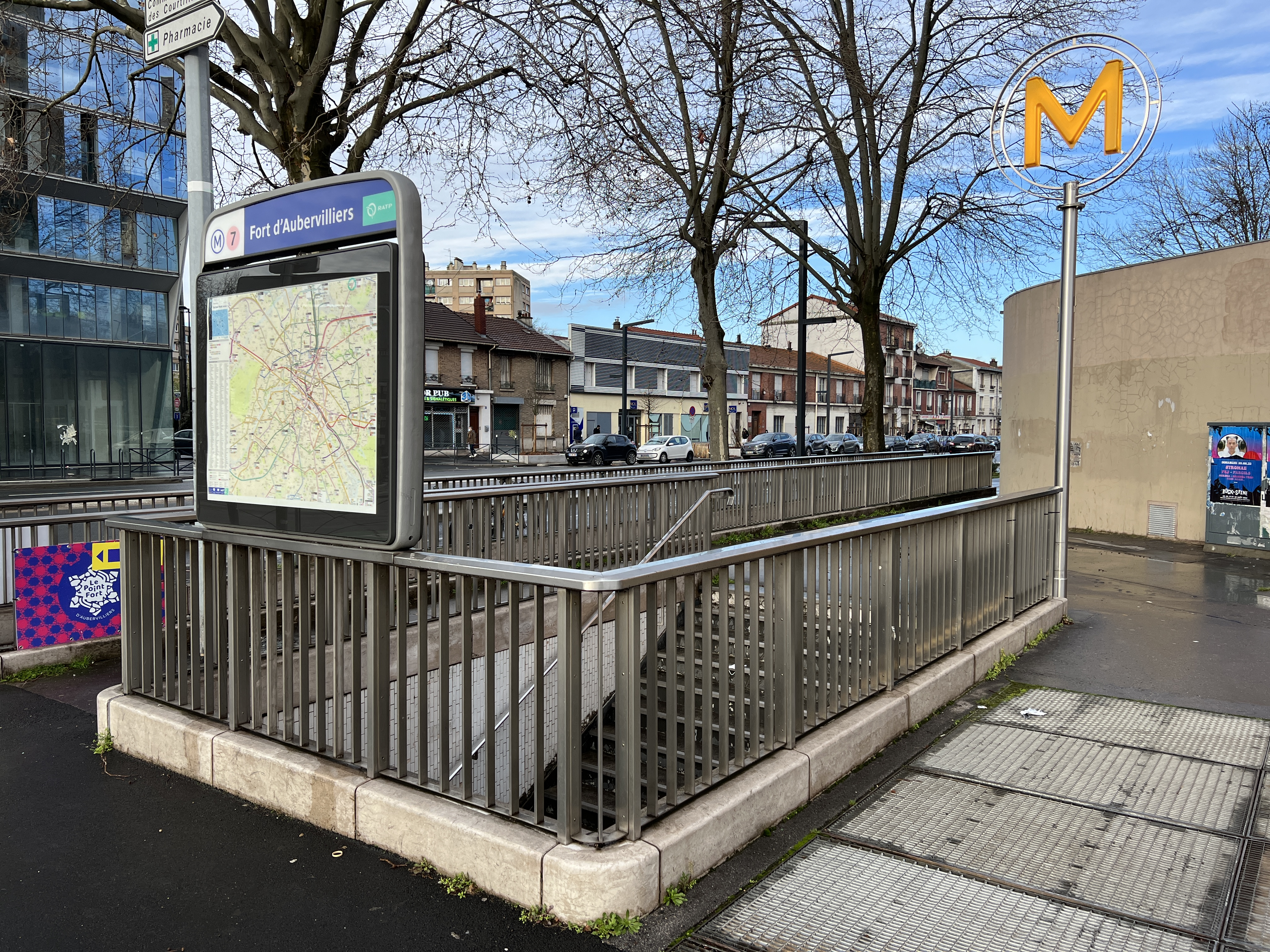
L'accès no 2 « Avenue Jean-Jaurès (Pantin) ».
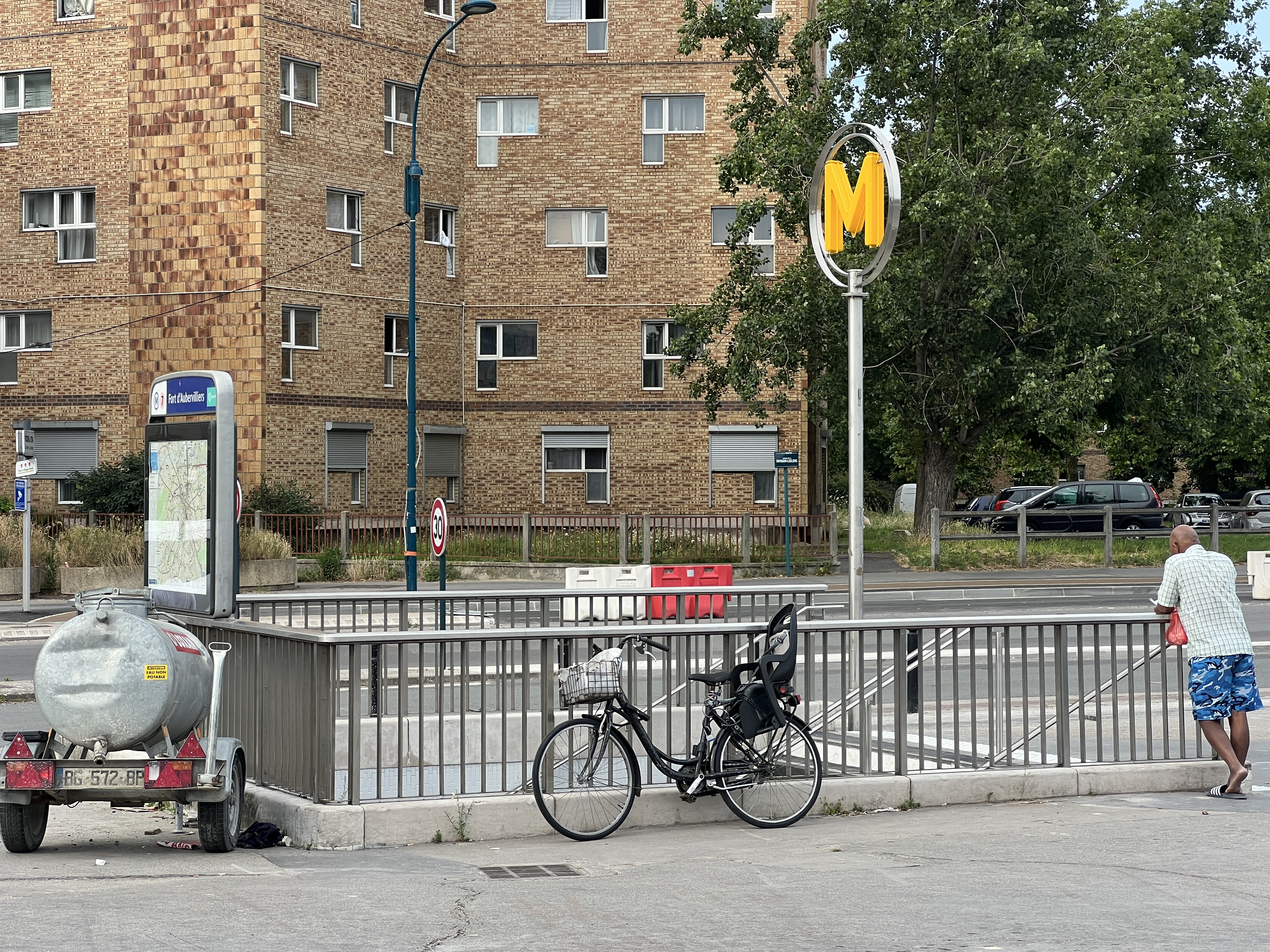
L'accès no 3 « Avenue de la Division-Leclerc ».
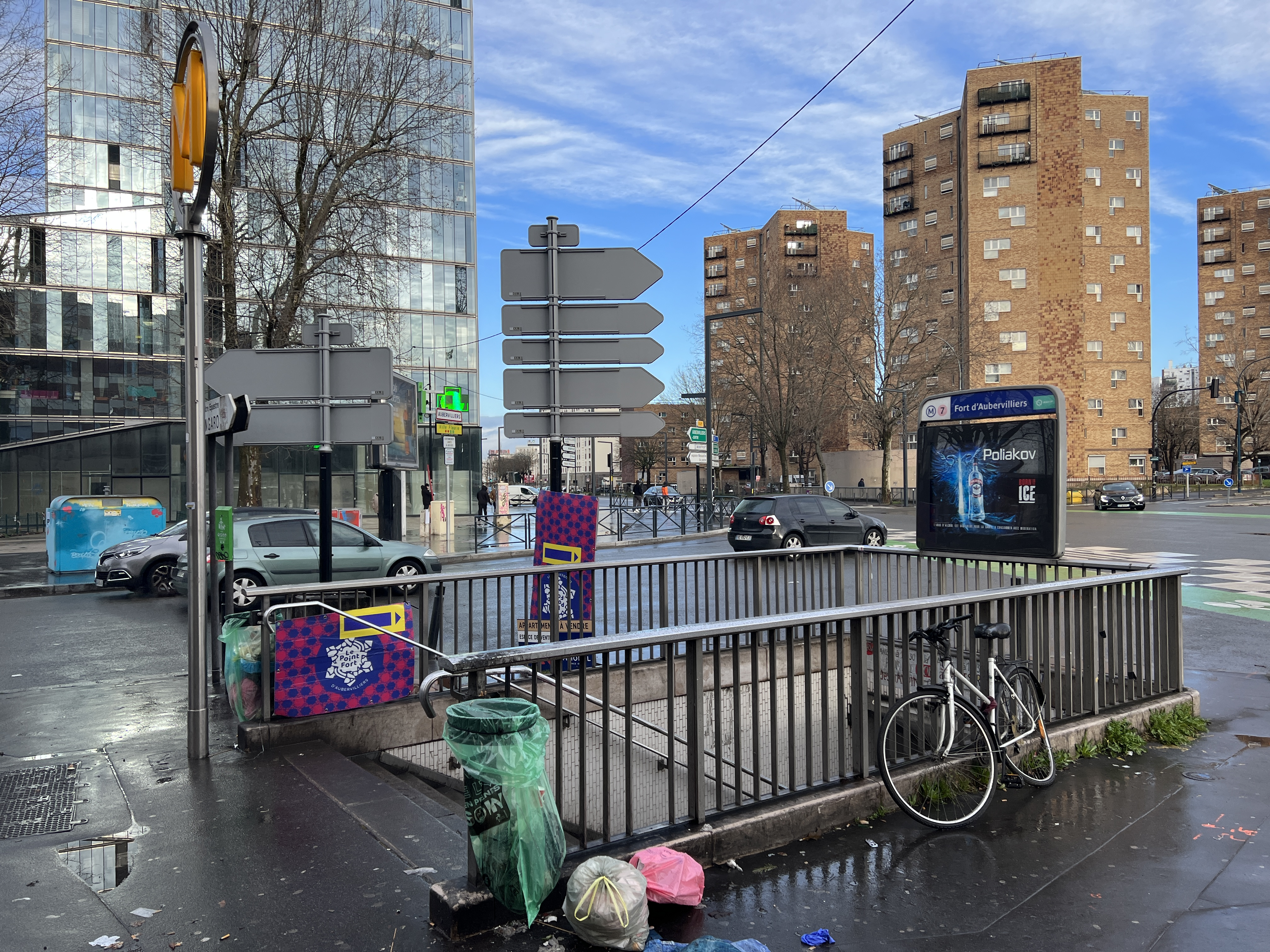
L'accès no 4 « Rue Danielle-Casanova ».

### Quais

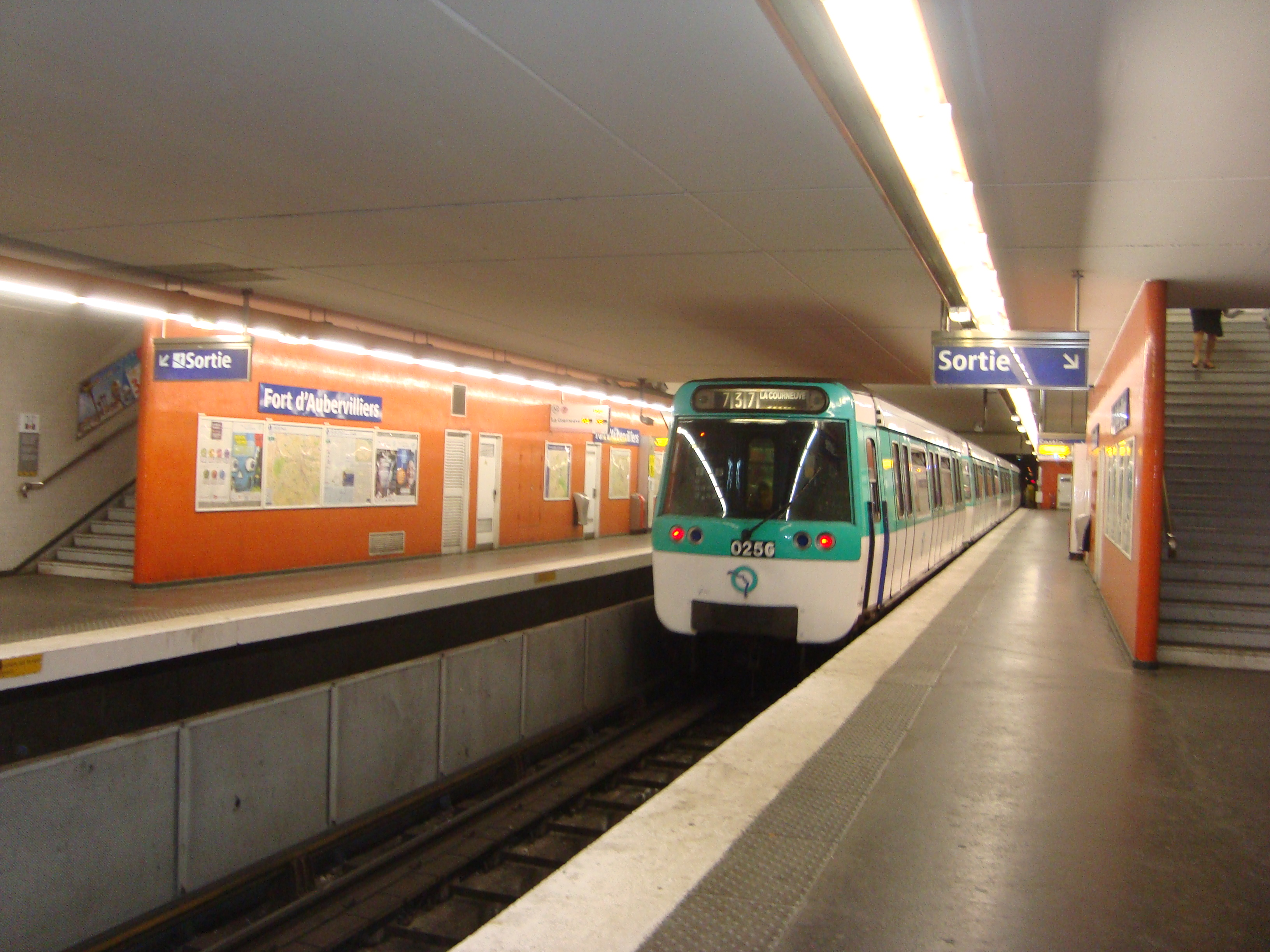
Les quais de la station.

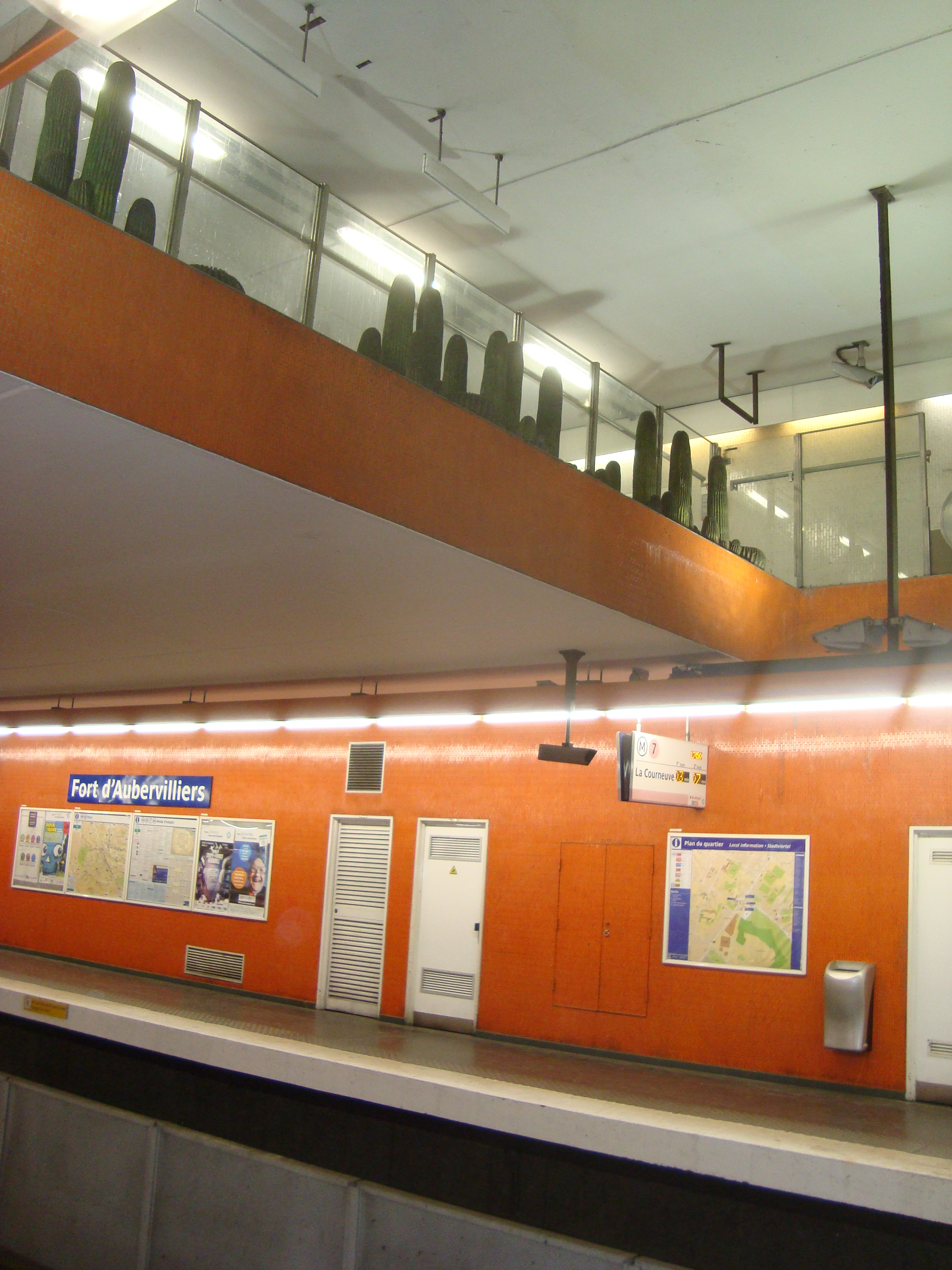
Vue de la mezzanine surplombant les voies.

Fort d'Aubervilliers est une station de configuration standard : elle possède deux quais séparés par les voies du métro situées au centre. Édifiée selon la méthode de la tranchée couverte, il s'agit d'une station-boîte à piédroits verticaux et plafond horizontal, dont la moitié nord-est est surplombée d'une mezzanine intégrant la salle de distribution des titres de transport, selon l'architecture typique des stations de métro créées en banlieue de 1975 à 1985. La décoration est une déclinaison du style « Andreu-Motte » avec deux rampes lumineuses suspendues, des sièges « Motte » de même couleur ainsi que des banquettes, tympans et piédroits sous la mezzanine traités en carrelage orange plat et fin. Ces aménagements sont mariés avec des carreaux en grès étiré blanc, plats et fins, qui recouvrent le restant des piédroits et les débouchés des couloirs, tandis que les plafonds sont peints en blanc. Les cadres publicitaires sont métalliques et le nom de la station est inscrit en police de caractère Parisine sur plaques émaillées. Les voies sont séparées par une barrière anti-franchissement.
En outre, une série de faux cactus sont installés en bordure de la mezzanine, sur l'espace entre le garde-corps et le vide au-dessus des voies.

### Intermodalité
La station est desservie par les lignes 152, 173, 234, 248, 250 et 330 du réseau de bus RATP, ainsi que par la ligne 609 du réseau de bus Terres d'Envol le dimanche et les jours fériés. En outre, elle est desservie la nuit par la ligne N42 du Noctilien.

## À proximité
- Fort d'Aubervilliers
- Cimetière parisien de Pantin
- Cimetière communal d'Aubervilliers

## Projet

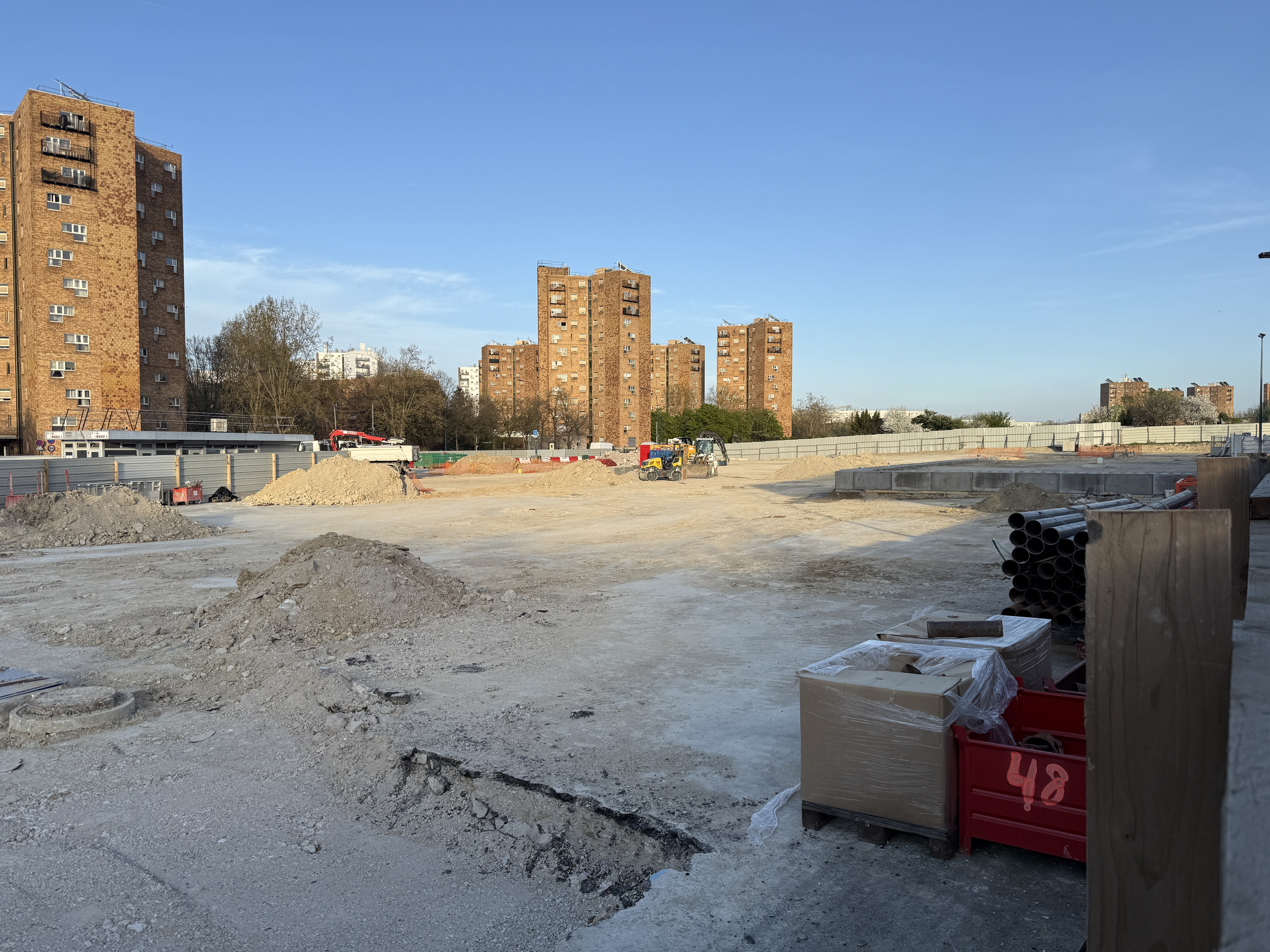
Le site du chantier de la ligne 15 en mars 2025.

À terme, la station sera également être desservie par la ligne 15 du métro. L'architecture de la station est confiée à Grimshaw Architects.
Les travaux pour cette future correspondance ont démarré en 2023 et devraient s'achever en 2024, pour un montant de 11 millions d'euros.